# Coleocephalocereus dolichospermaticus
Coleocephalocereus dolichospermaticus es una especie de planta suculenta perteneciente al género Coleocephalocereus, dentro de la familia Cactaceae. Es endémica de Brasil (concretamente del suroeste del estado brasileño de Bahía y el noroeste de Minas Gerais). 

## Descripción

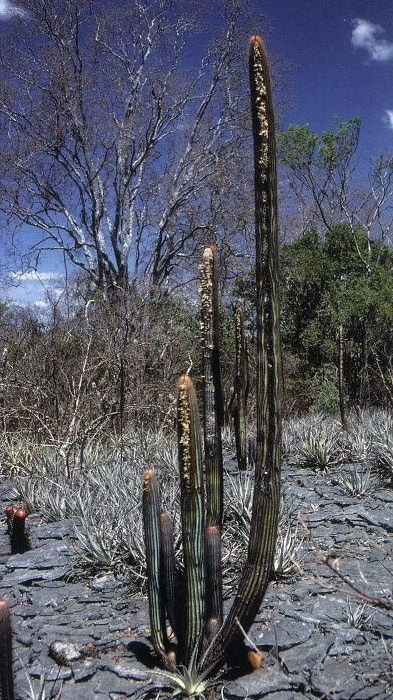
Apariencia de la planta

Coleocephalocereus dolichospermaticus es una especie de cactus columnar que se ramifica en la base. Los tallos tienen la epidermis de color azulado, alcanzan alturas de 2 m y diámetros de hasta 8 cm.
Presentan alrededor de 30 costillas ligeramente jorobadas, sobre las cuales se asientan areolas ovaladas cubiertas de lana de color marrón brillante. Tienen de 6 a 8 espinas centrales rectas y salientes, que aunque inicialmente son de color amarillento, se vuelven grises con la edad y miden hasta 2,5 cm de largo. También tienen numerosas espinas radiales que miden de 0,4 a 0,7 cm de largo. 
Las flores son cilíndricas, de color lila brillante a rosa o rosa anaranjado y se abren por la noche. Miden hasta 2,5 cm de largo y tienen un diámetro de 1,1 cm. Nacen en una estructura lanosa llamada cefalio que mide hasta 35 cm de largo. Éste está formado por gruesos mechones de lana de color blanco a crema de hasta 4 cm de largo y cerdas de color rojo brillante a rojo oscuro de hasta 5 cm de longitud.
Los frutos son de color rosa claro y tienen forma de baya. Miden 1,8 cm de largo y tienen un diámetro de 1,4 a 1,6 cm.

## Distribución y hábitat
El área de distribución nativa de esta especie es Brasil (concretamente del suroeste del estado brasileño de Bahía y el noroeste de Minas Gerais) y crece principalmente en biomas desérticos o de matorral seco, a elevaciones de 450 a 650 metros sobre el nivel del mar.

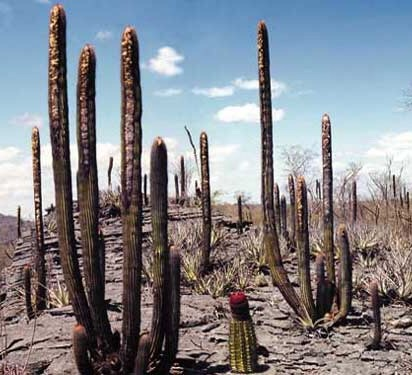
En su hábitat

## Taxonomía
La primera descripción de esta especie fue como Austrocephalocereus dolichospermaticus, publicada en 1974 por los botánicos neerlandeses Albert Frederik Hendrik Buining y A.J. Brederoo en la revista científica Kakteen und andere Sukkulenten 25: 76.
Posteriormente, el botánico británico Nigel Paul Taylor colocó la especie en el género Coleocephalocereus, pasando a llamarse Coleocephalocereus dolichospermaticus y anotando estos cambios en la revista científica Annals of Botany. Oxford 132: 1003 en el año 2023.
Etimología
- Coleocephalocereus: nombre genérico que proviene de las palabras griegas koleos (que significa "vaina"), y cephalé (que significa "cabeza", en alusión a la estructura lanosa llamada cefalio donde nacen sus flores), y de la palabra latina cereus (que se traduce como "vela" o "cirio"), haciendo alusión a su forma alargada perfectamente recta. También puede hacer referencia al género Cereus, por lo que se traduciría como "cereus con cabeza o cefalio en forma de vaina".
- dolichospermaticus: epíteto específico que deriva de la palabra griega dolichos (que significa “largo”), y de la palabra latina spermaticus (que significa “con semillas”), haciendo referencia a las semillas largas de la especie.[5]

## Estado de conservación
En la Lista Roja de Especies Amenazadas de la UICN, la especie está clasificada como “Casi Amenazado (NT)”.
Las principales amenazas que sufre la especie se deben a la extracción de rocas calizas para la fabricación de cemento y la recolección ilegal.

## Usos
Se cultiva principalmente como planta ornamental y su propagación se realiza a través de esquejes o semillas.